# Museo nazionale di San Martino

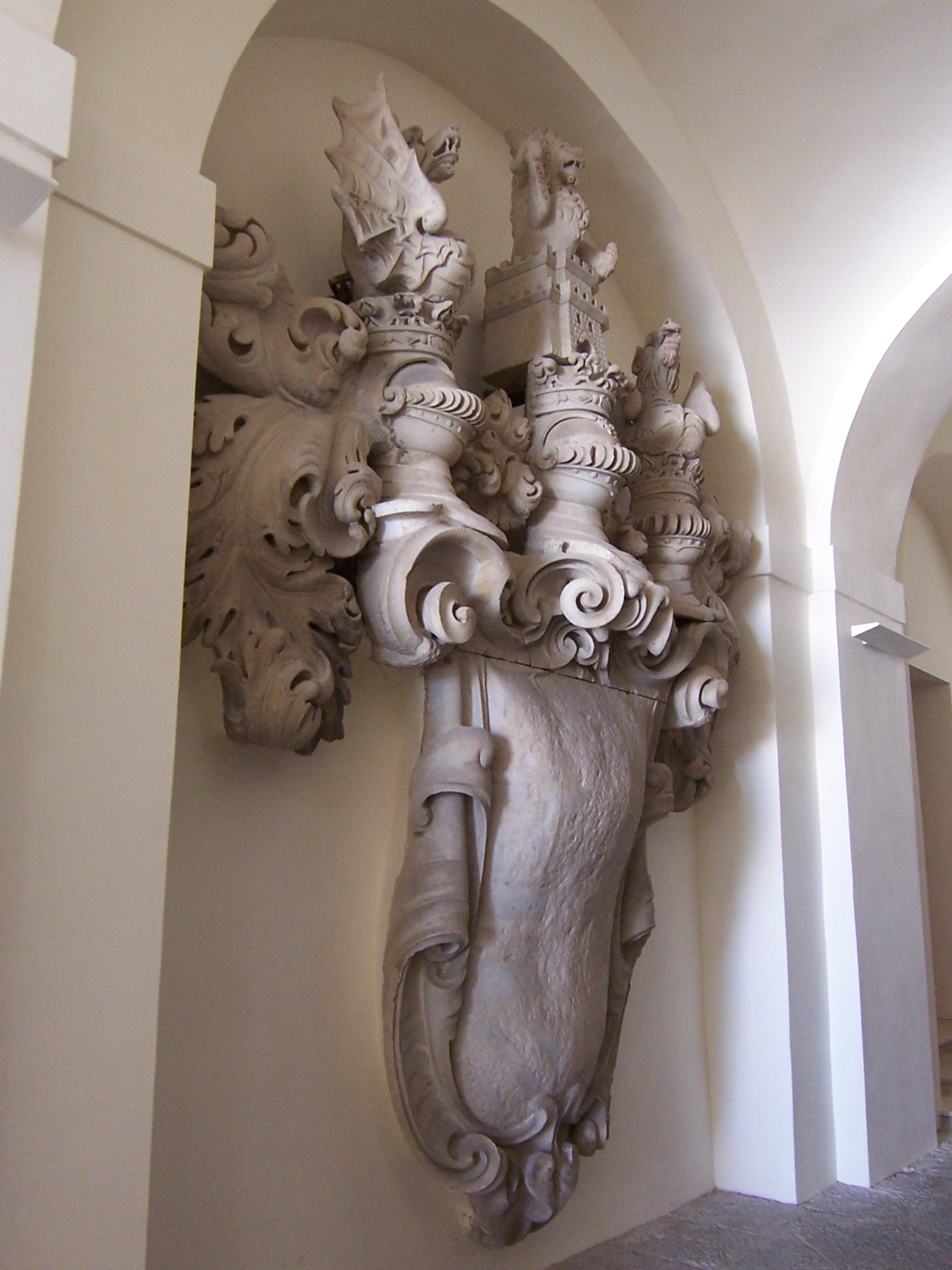
Stemma

Il museo nazionale di San Martino fu aperto al pubblico a Napoli nel 1866, all'indomani dell'Unità d'Italia, dopo che la Certosa inclusa tra i beni ecclesiastici soppressi, fu dichiarata monumento nazionale.
Per volontà dell'archeologo Giuseppe Fiorelli gli ambienti furono destinati a raccogliere in un museo testimonianze della vita di Napoli e dei Regni meridionali (Regno di Napoli e Regno di Sicilia prima e del Regno delle Due Sicilie dopo). Al museo, che si sviluppa su due livelli, si accede dai due chiostri della certosa.
Dal dicembre 2014 il Ministero per i beni e le attività culturali gestisce museo e certosa tramite il Polo museale della Campania, nel dicembre 2019 divenuto Direzione regionale Musei.

## Primo livello

### Farmacia
Sono presenti cicli di affreschi di Paolo De Matteis raffiguranti San Bruno che intercede presso la Vergine per l'umanità inferma (1699).

### Sezione Navale
La sezione comprende vari modelli di imbarcazioni reali: due corazzate, la Corazzata Re Umberto e la Corazzata Regina Margherita, un'elegante Lancia reale ed un Lancione a ventiquattro remi che Napoli donò a re Carlo di Borbone. Inoltre vi è il Caicco donato dal sultano turco Selim III a Ferdinando IV di Borbone, databile alla seconda metà del XVIII secolo.
Sono inoltre esposti vari modelli originali di imbarcazioni, armi bianche e da fuoco e documenti storici.

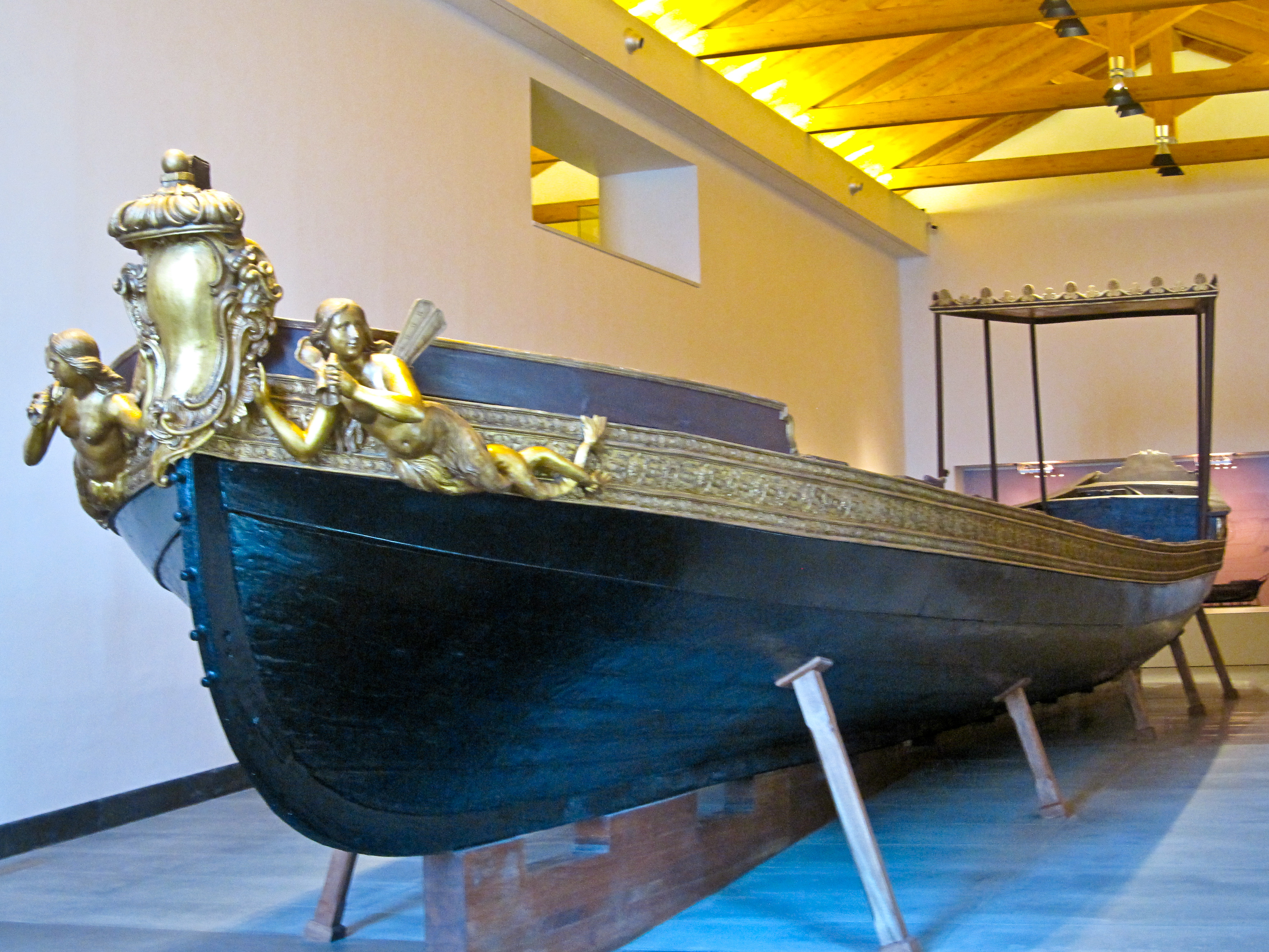
Lancia reale a 24 remi dell’epoca di Carlo di Borbone, prima metà del XVIII secolo (prua)
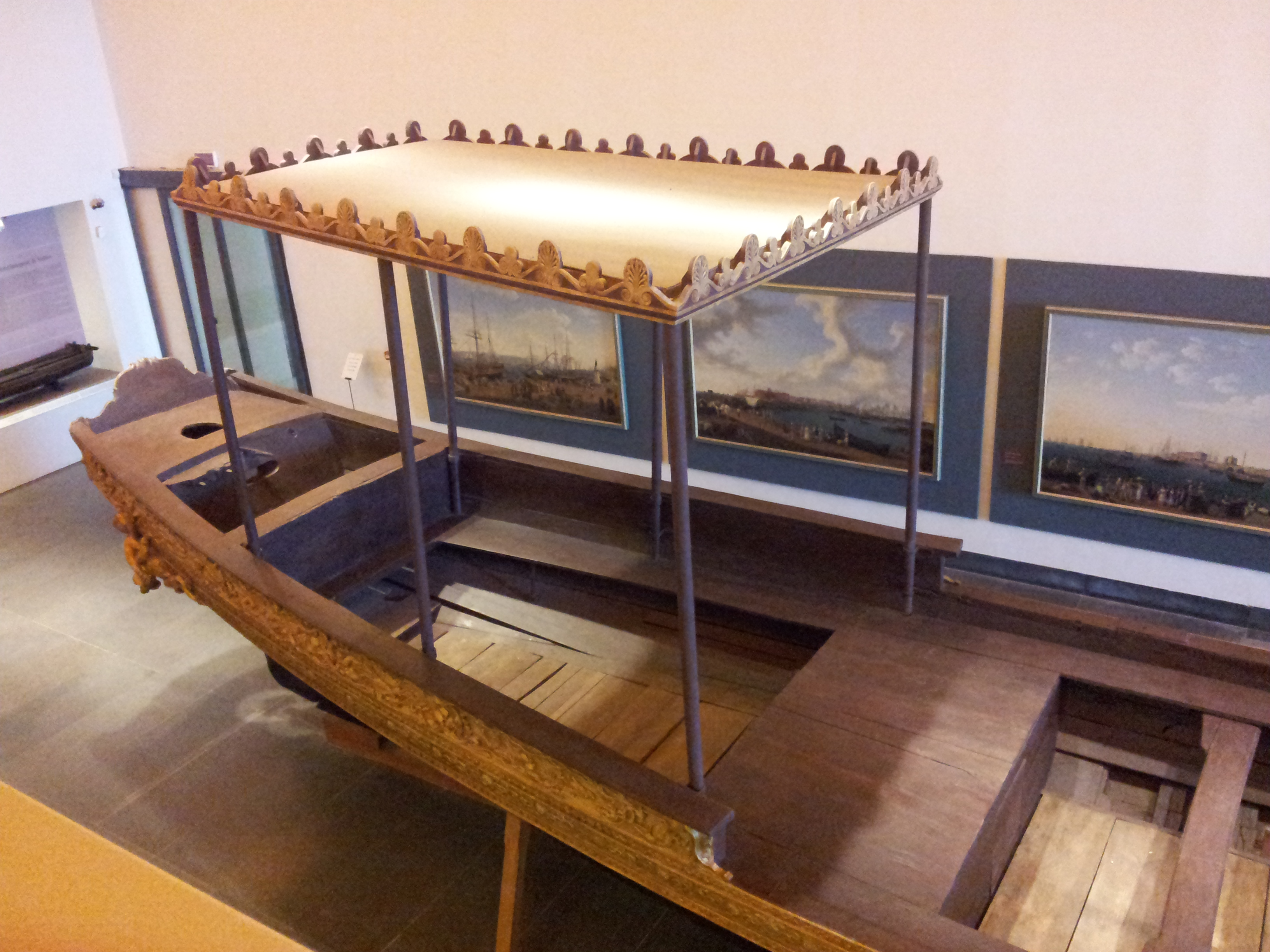
Lancia reale a 24 remi dell’epoca di Carlo di Borbone, prima metà del XVIII secolo (vista dall'alto)
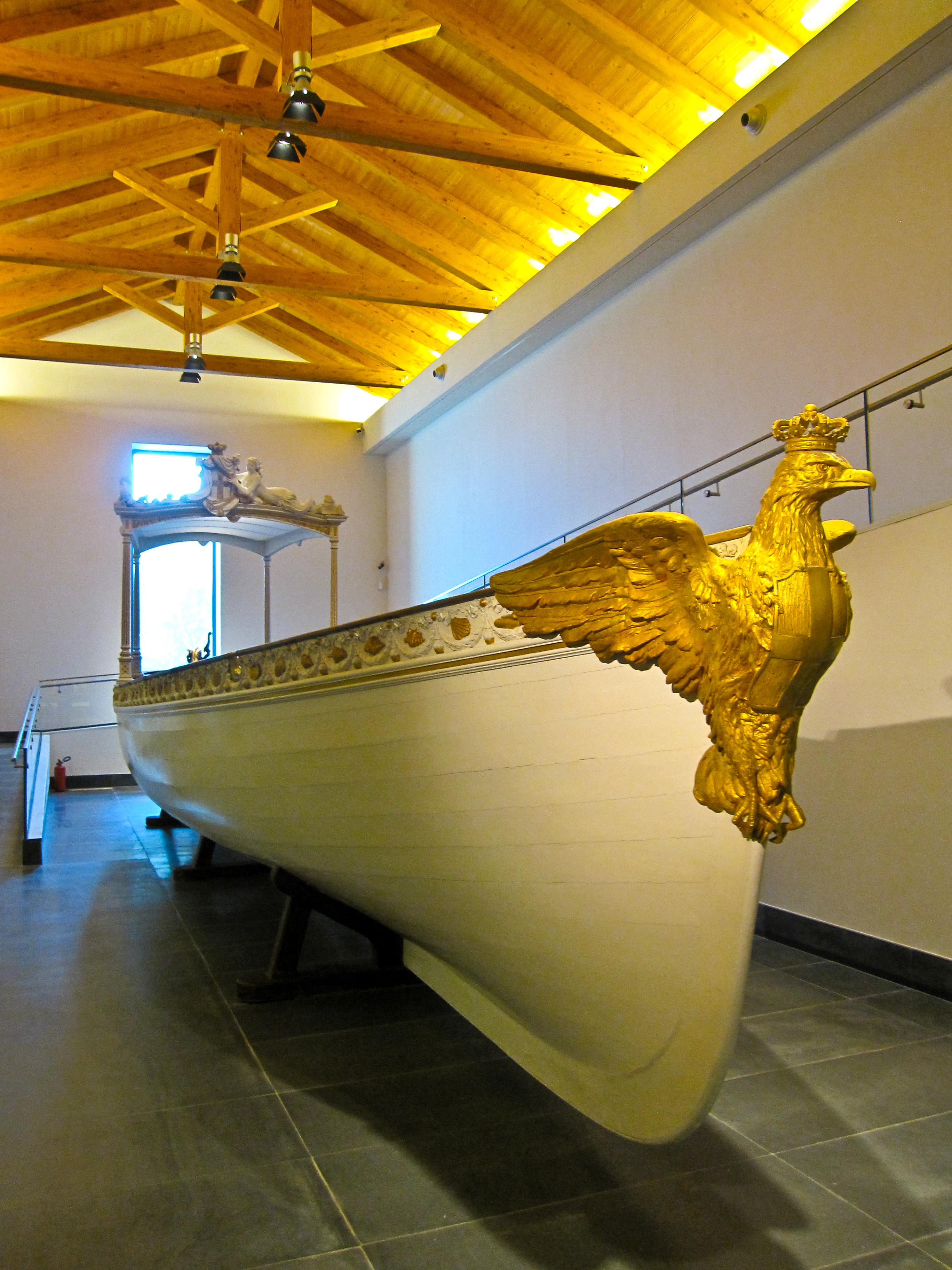
Lancia reale a 14 remi di Umberto I di Savoia (prua)
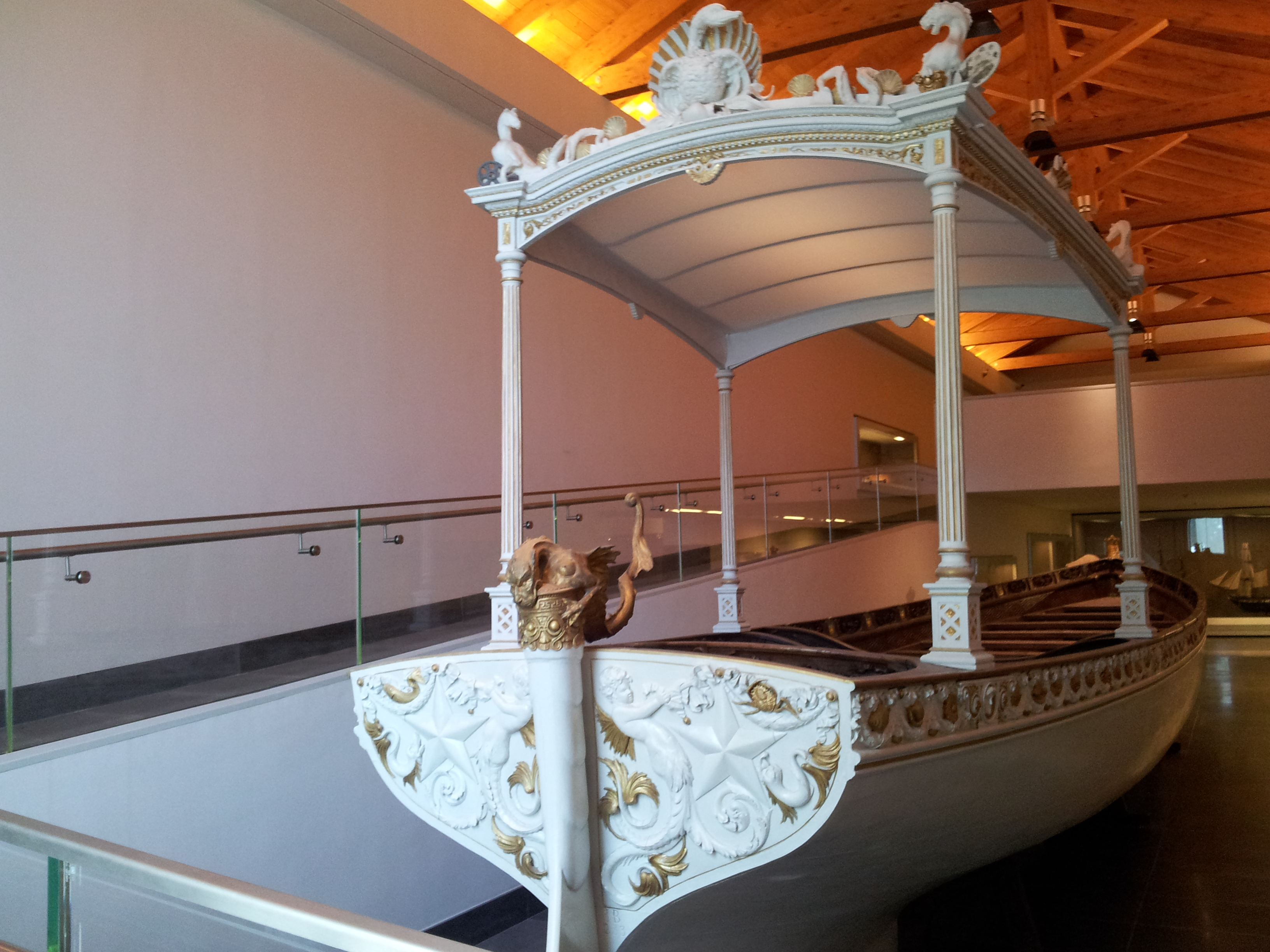
Lancia reale a 14 remi di Umberto I di Savoia (poppa)

### Sala delle carrozze
In questa sala sono ospitate le carrozze reali: la carrozza degli Eletti, la più antica della Città, e la carrozza di Maria Cristina di Savoia.
La carrozza degli Eletti fu realizzata tra la fine del XVII e l'inizio del XVIII secolo per volere del Tribunale di San Lorenzo per trasportare gli Eletti della Città. Essa è probabilmente di fabbrica inglese, poiché fu rinvenuto un suo antico disegno con indicazioni in lingua inglese, e riveste un ruolo molto importante e emblematico per il popolo partenopeo in quanto è stata impiegata nelle più significative parate di Napoli, tra cui quella di Piedigrotta e la Processione del Corpus Domini. Tutte le decorazioni esterne sono nei toni dell'oro e alludono alla tradizione popolare: sulle portiere sono applicati dei vasi in lamina metallica decorata e degli scudi di rame su cui sono dipinte delle figure allegoriche. Il dipinto sullo scudo a destra raffigura la giustizia disposta tra due puttini, invece l'immagine sullo scudo a sinistra non è più leggibile. Sul retro della carrozza vi è un'altra raffigurazione con una donna avente ai piedi un leone e a destra un angelo che sorregge uno stemma. Sul fregio superiore, sia avanti che indietro, si trova lo stemma di Napoli, giallo e rosso, con una C che indica la parola comune, due angeli reggono il sedile del cocchiere, molto ampio e in velluto rosso, come tutti gli interni della carrozza, che sono stati rifatti, probabilmente, alla fine del 700 e poi agli inizi dell'800. Nel 1865 la carrozza fu chiesta da Giuseppe Fiorelli al sindaco della Città per poterla esporre al pubblico e da allora si trova nel Museo di San Martino.
Lo stato di conservazione della carrozza presenta diverse problematiche: la stratificazione di polvere, vernici e dorature alterate non consente la lettura di tutte le superfici decorate, gli insetti xilofagi hanno rovinato gran parte della cassa, anche gli elementi strutturali e decorativi in metallo sono molto usurati a causa della grave ossidazione dei materiali e la presenza di ruggine nelle parti in ferro, i tessuti e i cuoi necessitano di un intervento di restauro e le parti scolpite versano in gravi condizioni, poiché ai vecchi danni si associano nuove lesioni, perciò attualmente è oggetto di una raccolta fondi Art Bonus.

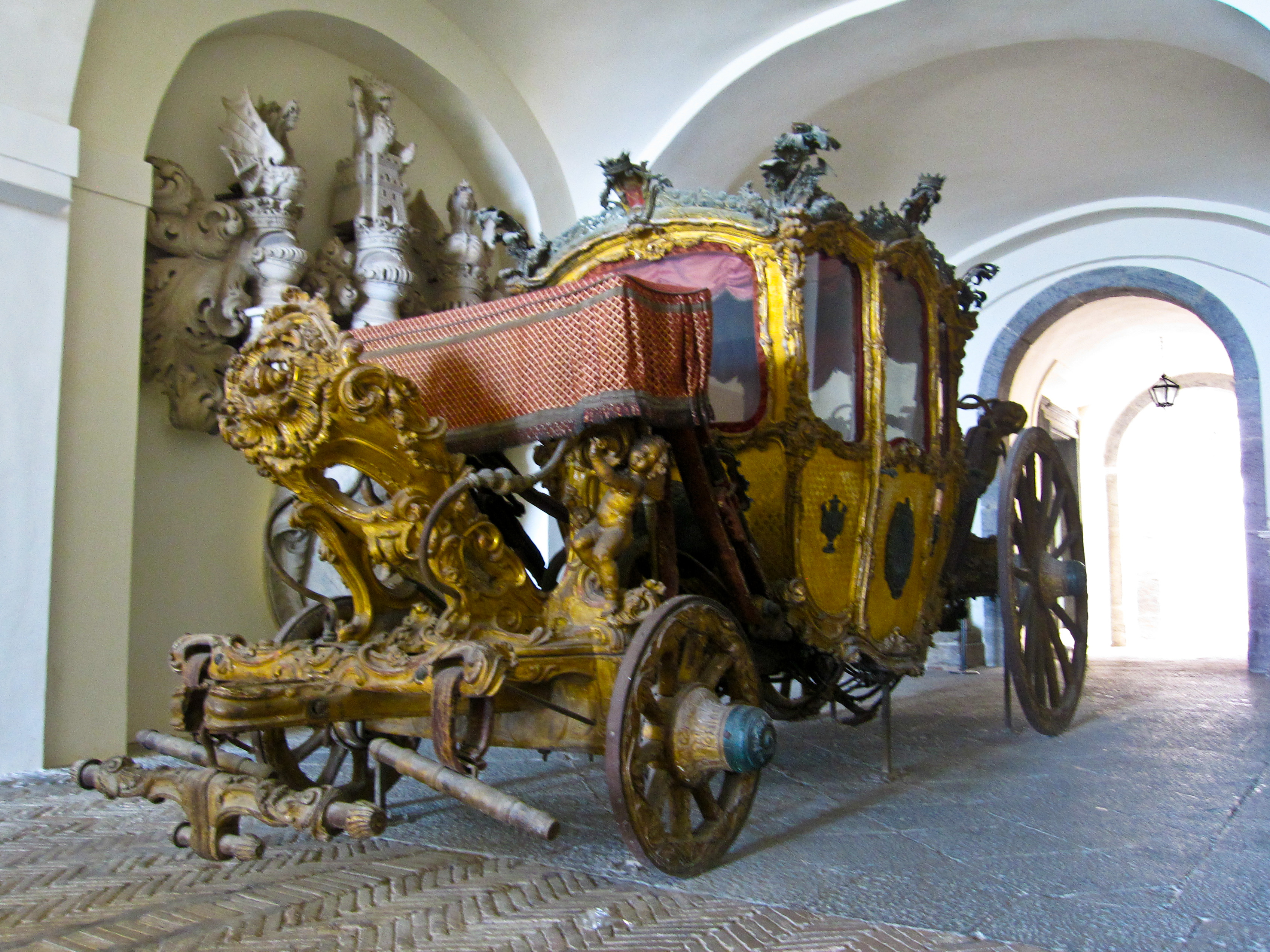

La carrozza di Maria Cristina di Savoia fu realizzata nel 1806 per Ferdinando IV di Borbone, ma fu quasi certamente utilizzata anche da Gioacchino Murat nel periodo 1808-1815, quando fu nominato reggente del Regno di Napoli. Dopo la sua morte fu impiegata dal re Ferdinando II delle Due Sicilie e dalla sua prima moglie, Maria Cristina di Savoia, per partecipare alle feste civili e religiose; fu quindi costruita per i Borbone e da loro utilizzata fino alla fine del Regno delle Due Sicilie, e poi con l'unità d'Italia passò in uso ai Savoia. Presenta delle caratteristiche tipiche della grande tradizione napoletana, la cassa è ricoperta da una lamina di bronzo dorato e tutte le decorazioni e i tessuti sono nei toni dell'oro, le superfici sono adornate con intagli lignei che raffigurano dei motivi allegorici e i simboli del Regno Borbonico, e sulla sommità c'è una statua lignea che riproduce i simboli della corona, sostenuta da due angeli.
La carrozza di Maria Cristina presenta diversi problemi nei rivestimenti: la lamina di bronzo dorato si è ossidata, le parti dorate e le parti dipinte in celeste sono molto rovinate a causa dell'impoverimento degli strati preparatori e delle superfici, tutti gli elementi in ferro risultano sporchi e ossidati, e anche i tessuti di rivestimento sono sporchi di polvere, usurati e sfibrati. L'attacco degli insetti xilofagi ha notevolmente indebolito varie sezioni della carrozza, ma il problema più grave è costituito dal cedimento e dalla consequenziale perdita delle quattro cinghie di sospensione della cassa; la carrozza è quindi oggetto di una raccolta fondi su Art Bonus.

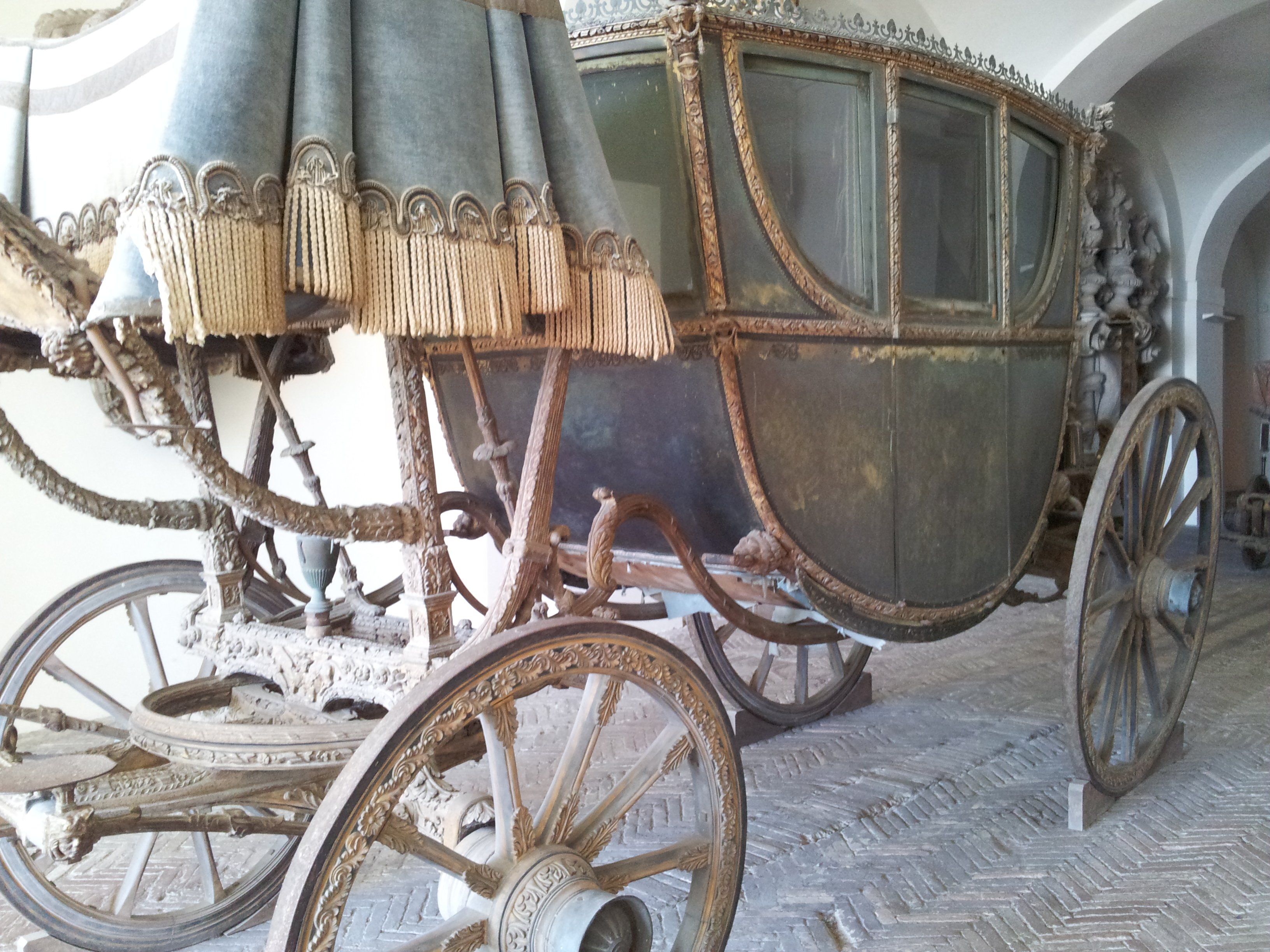

Nella sala sono affissi alle pareti anche gli stemmi reali e vicereali in marmo.

### Sezione presepiale

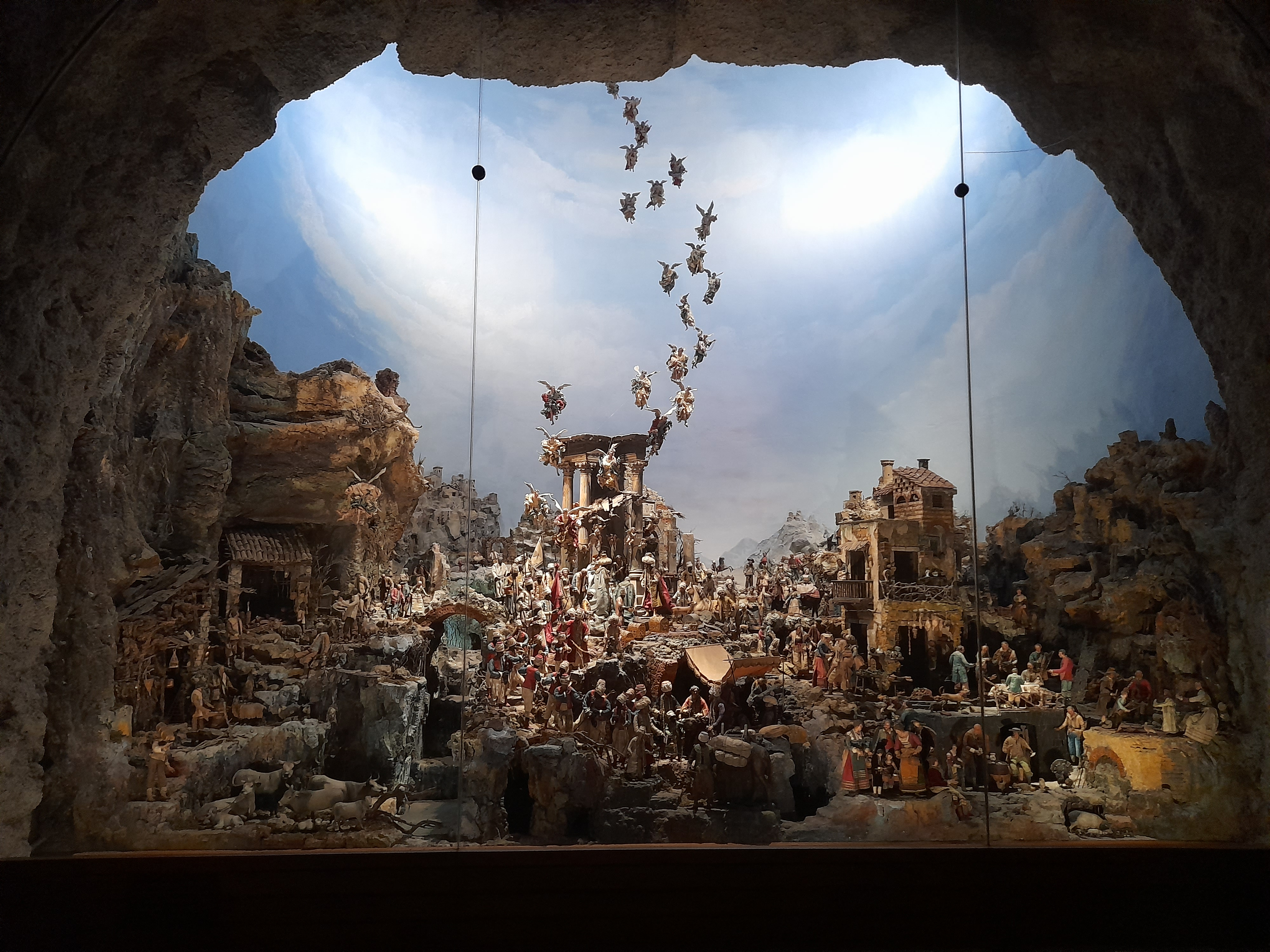
Presepe Cuciniello

Alla sala, una volta la cucina della certosa, si giunge tramite il corridoio Fanzaghiano, quest'ultimo funge da collegamento tra il chiostro dei Procuratori e quello Grande.
Il presepe più completo e universalmente noto è il presepe Cuciniello, così chiamato dal nome del donatore che nel 1879 regalò al museo la sua monumentale raccolta di pastori, animali, agnelli, nature morte. Il presepe fu esposto in una scenografica grotta appositamente costruita.
Sono presenti poi altri gruppi presepiali, con alcuni di questi particolarmente piccoli relativi alle tre scene fondamentali della Natività, dell'Annuncio ai pastori e dell'Osteria, e conservati nei loro originali contenitori: gli scarabattoli. Nelle scenografie presepiali sono state inserite, in grande quantità, le minuterie per presepe napoletano, minuscoli oggetti che rendono veristica la scena.

### Quarto del priore

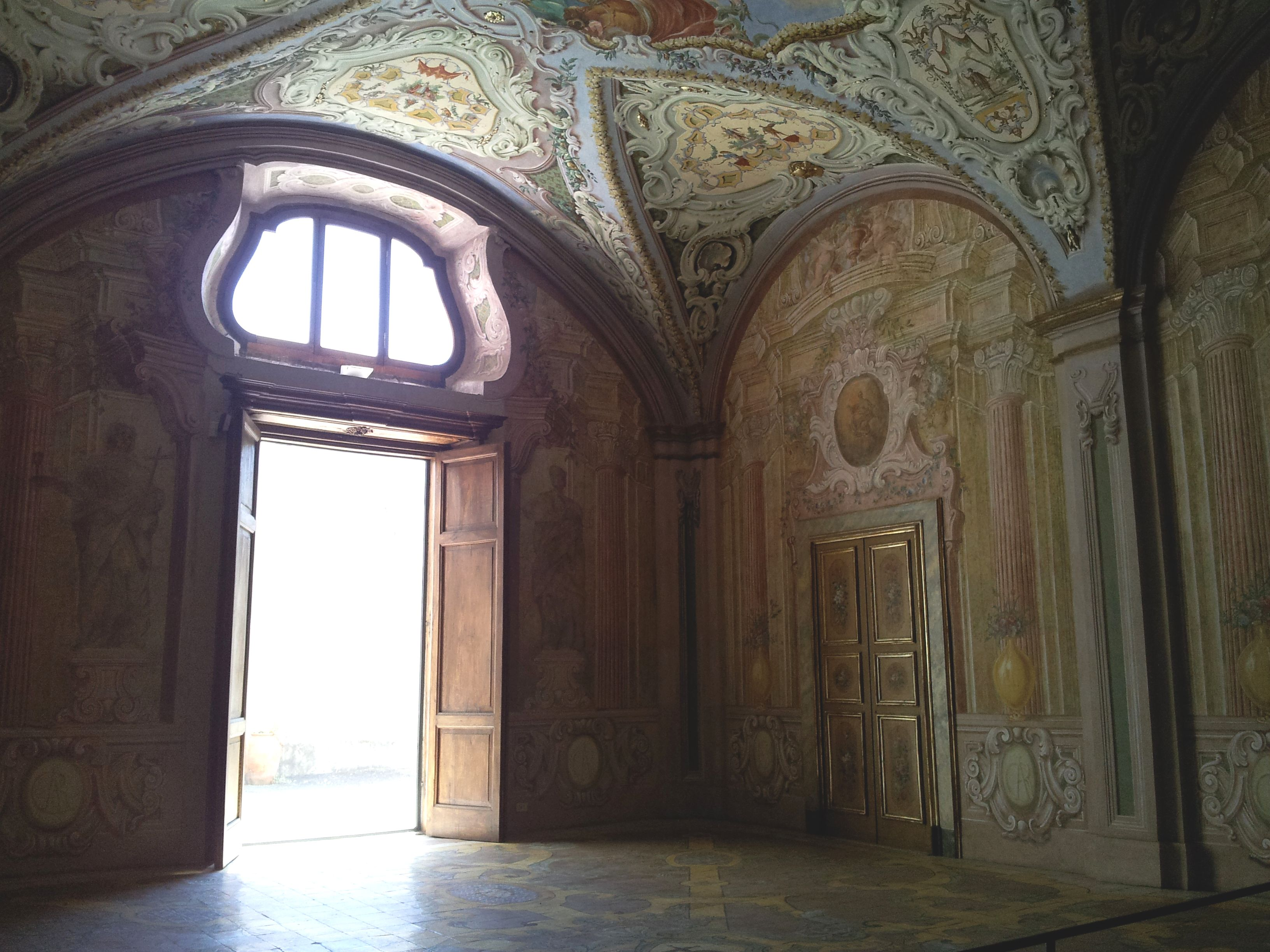
Una sala dell'appartamento del priore

Le sale successive a quella delle carrozze, al corridoio fanzaghiano, ed alla sezione presepiale, costituiscono il Quarto del Priore.
Sono presenti preziosi affreschi, cineserie, pavimenti maiolicati settecenteschi e la galleria di dipinti del XVII secolo e XVIII con opere di Luca Giordano, Jusepe de Ribera, Pacecco De Rosa, Andrea Vaccaro, Battistello Caracciolo, Artemisia Gentileschi, Micco Spadaro e Massimo Stanzione.
Una delle sale dell'appartamento contiene inoltre una raccolta di armi bianche e da fuoco. Un'altra invece bocche di armi da fuoco tra cui un cannone cinese del XVII secolo chiamato il Maresciallo dai miracolosi risultati.
Un tempo, nel cortile aperto dell'appartamento vi era collocata la scultura marmorea di Pietro Bernini raffigurante la Madonna col Bambino e san Giovannino. Oggi tale scultura, così come il San Martino divide il mantello con il povero, è esposta nelle sale interne del Quarto.

### I giardini
Accessibili dal Quarto del Priore e dalla sala delle carrozze, gli orti della certosa consentono di godere del panorama del golfo di Napoli. Lungo il viale vi sono le quattordici stazioni della Via Crucis indicate nel muro di sostegno.

### Museo dell'opera
In questa sala sono conservati tutti gli oggetti che testimoniano la vita della Certosa, dai ritratti di priori e certosini, ai vetri istoriati, specchiere, vetri a filigrana e a ghiaccio, nonché vetri spagnoli e vetri napoletani dipinti.

### Sezione dei ricordi storici del Regno di Napoli

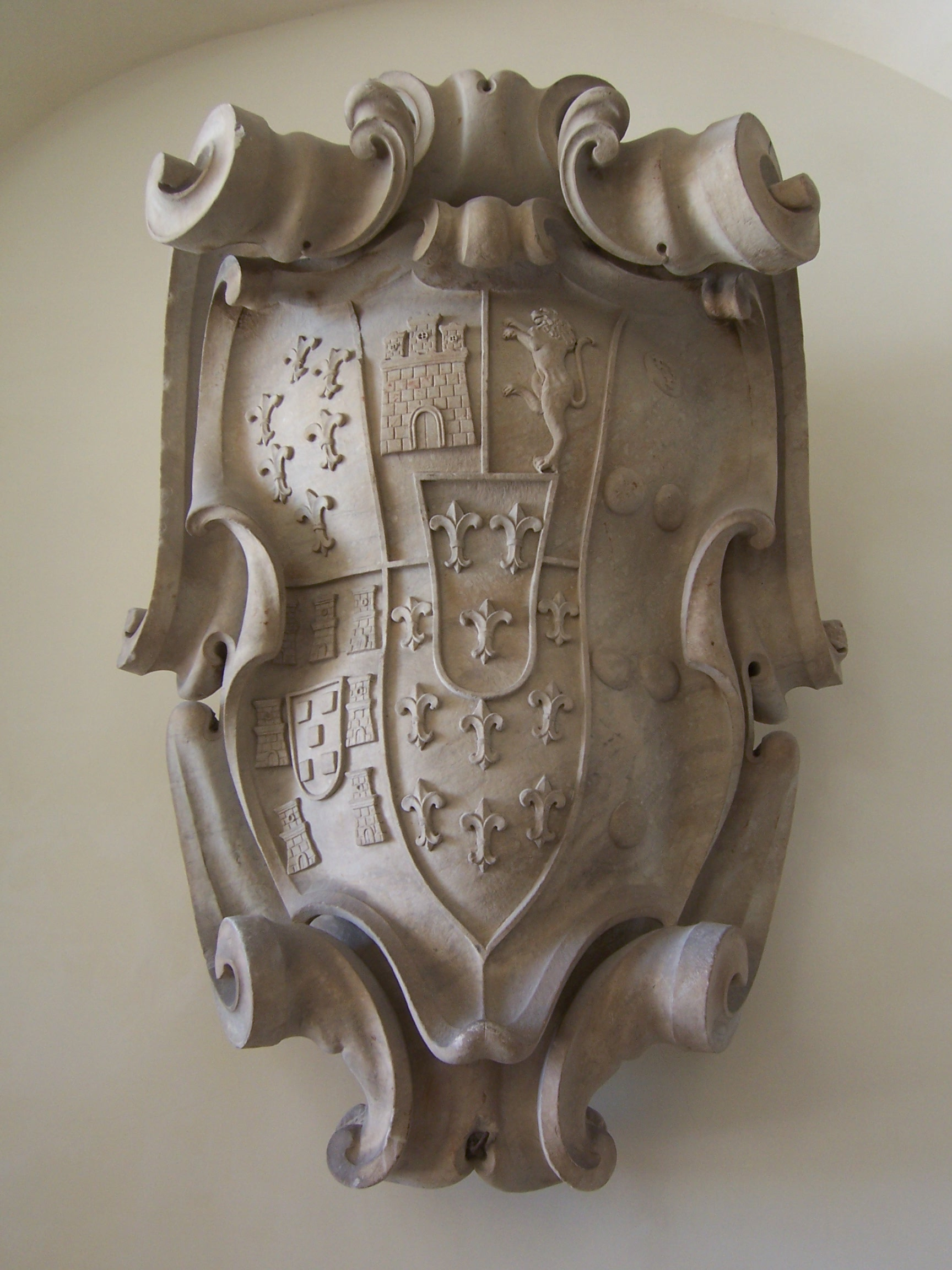
Altro stemma

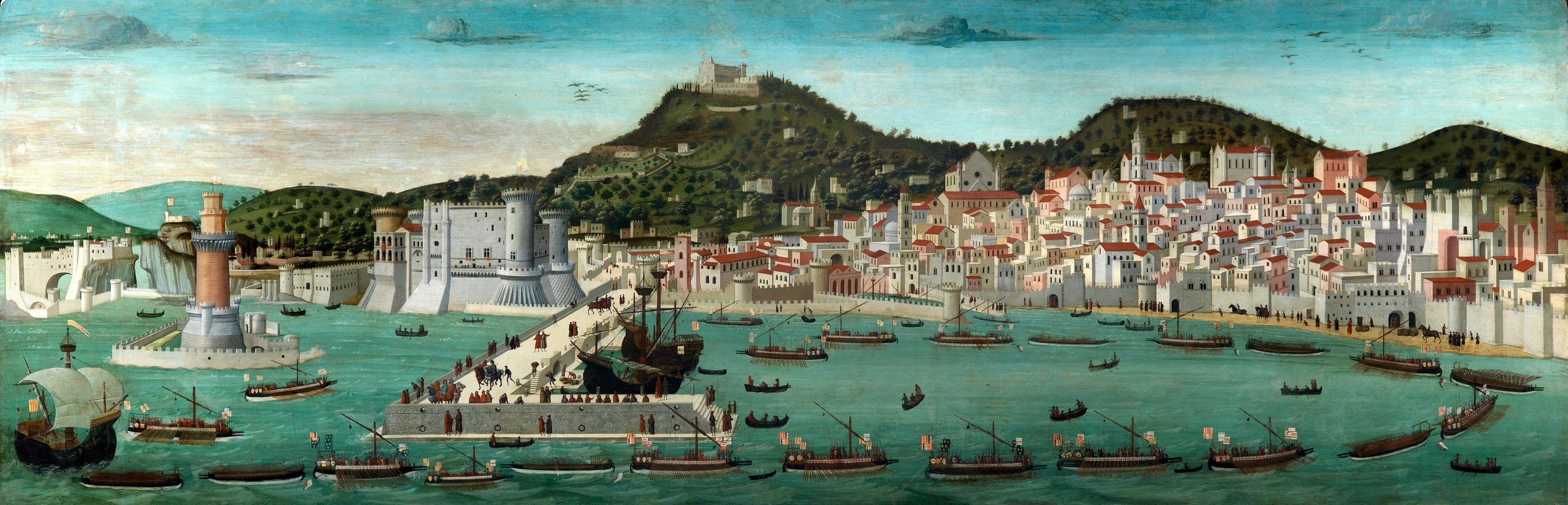
La Tavola Strozzi

Nucleo fondamentale del museo, la sezione storica che annovera testimonianze della storia politica, economica e sociale del Regno di Napoli attraverso dipinti, sculture, arredi, medaglie, miniature, onorificenze, armi e cimeli vari.
Una delle più importanti testimonianze storiche sull'evoluzione topografica di Napoli è data dalla celeberrima Tavola Strozzi, quasi una fotografia della città nella metà del Quattrocento. La “Tavola” che era di proprietà della famiglia Strozzi di Firenze, fu acquistata dallo Stato ed è ospitata a San Martino da diversi anni.
Ospita importanti pitture di vedute e siti reali; ritratti dei Borbone, documenti, monete, armi e dipinti di Filippo Spadai e Salvatore Fergola, tra cui la grande tela dell'Inaugurazione della ferrovia Napoli – Portici, nonché ricordi del 1848, con ritratti di Papa Pio IX e di personaggi del Risorgimento. Vi sono interessanti dipinti: di Micco Spadaro, l'Uccisione di Giuseppe Carafa del 1647; di Carlo Coppola, piazza del Mercato; di Micco Spadaro, La peste del 1656 ed il Largo del Mercatello; di ignoto invece Il tribunale della Vicaria al tempo di Masaniello e Piazza del Carmine.
Un'intera sala è dedicata a Carlo di Borbone, che fu re di Napoli dal 1734 al 1759, poi re di Spagna. Essa contiene una serie di ritratti di Carlo di Borbone e della sua consorte Maria Amalia di Sassonia, tessuti in seta ad opera della manifattura napoletana; un ritratto di Carlo III re di Spagna, copia coeva di quello eseguito dal Goya.
In un'altra sala vi sono i ricordi della Repubblica Napoletana del 1799: Ammiraglio Nelson di Leonardo Guzzardo; l'Entrata del Cardinale Ruffo a Napoli di Giovanni Ponticelli.

## Secondo livello

### Galleria ottocento

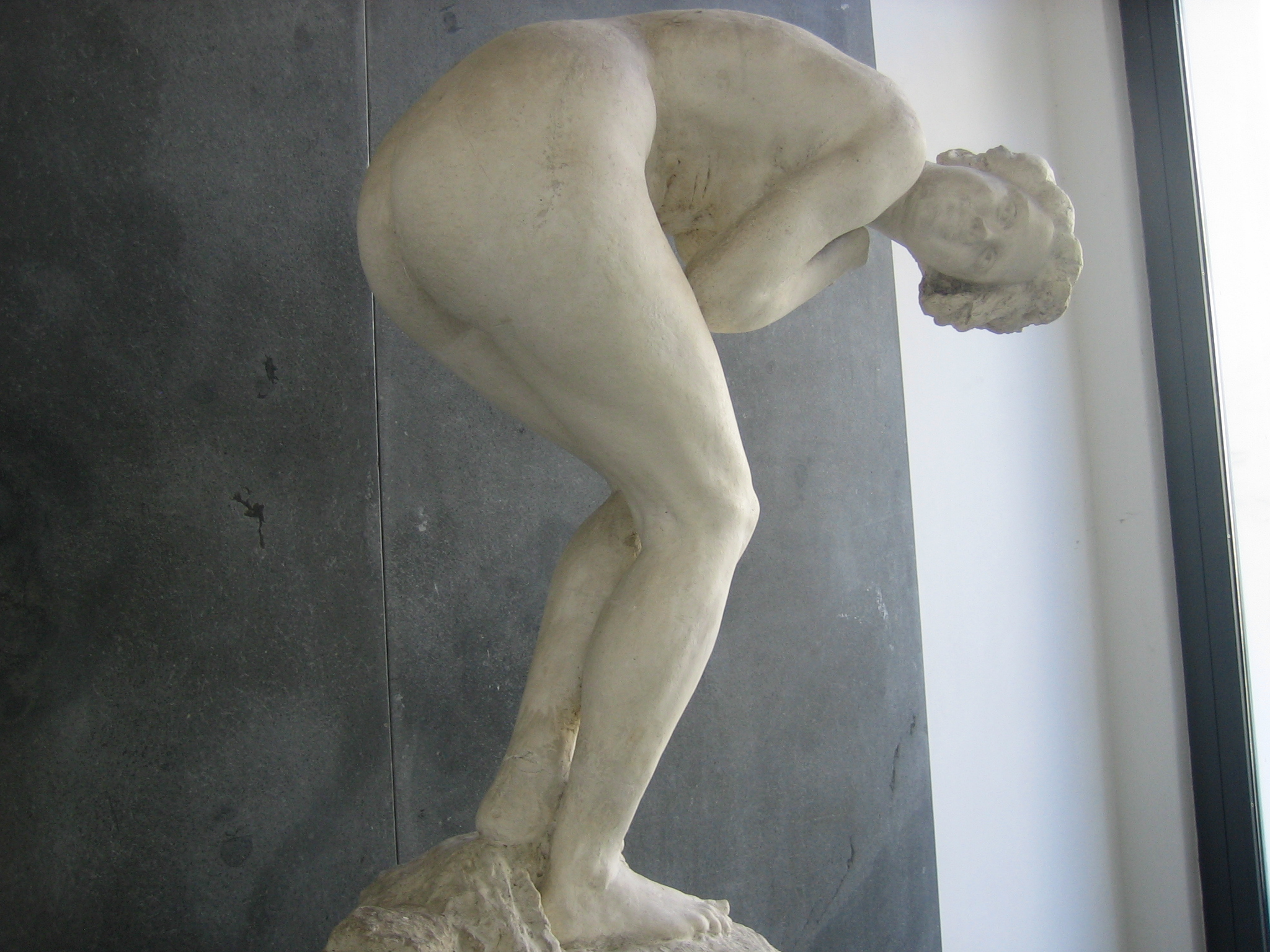
La Giumenta (Giuseppe Renda)

La galleria, presente anche in spazi più ridotti al primo livello, espone circa 950 dipinti della scuola di Posillipo, frutto di diverse donazioni che la borghesia napoletana ha effettuato nel corso degli anni, con dipinti di Francesco Netti, Michele Cammarano, Giacinto Gigante, Vincenzo Migliaro, Domenico Morelli, Eduardo Dalbono, Francesco Paolo Michetti, Giuseppe De Nittis e Antonio Mancini.
Consistenti ed importanti furono le donazioni, segno del grande interesse dimostrato dalla borghesia intellettuale della città, nei decenni di passaggio tra i due secoli, alla costituzione di un museo che raccogliesse le testimonianze più significative della cultura figurativa anche contemporanea. Tra queste va certamente segnalata quella dei fratelli Paolo e Beniamino Rotondo, che costituirono una collezione formata grazie agli stretti legami con alcuni artisti che frequentavano l'importante circolo culturale promosso dalla Famiglia Rotondo.
Ancora sono conservati quadri di Frans Vervloet, Gabriele Smargiassi, Anton Sminck van Pitloo, Luigi Fergola, Gaetano e Giacinto Gigante, nonché dipinti della scuola di Resìna con opere di Marco De Gregorio e Federico Rossano.
Infine, sono ivi esposte diverse sculture in terracotta di Vincenzo Gemito, di Giuseppe Renda e Filippo Tagliolini.

### Sezione delle arti decorative

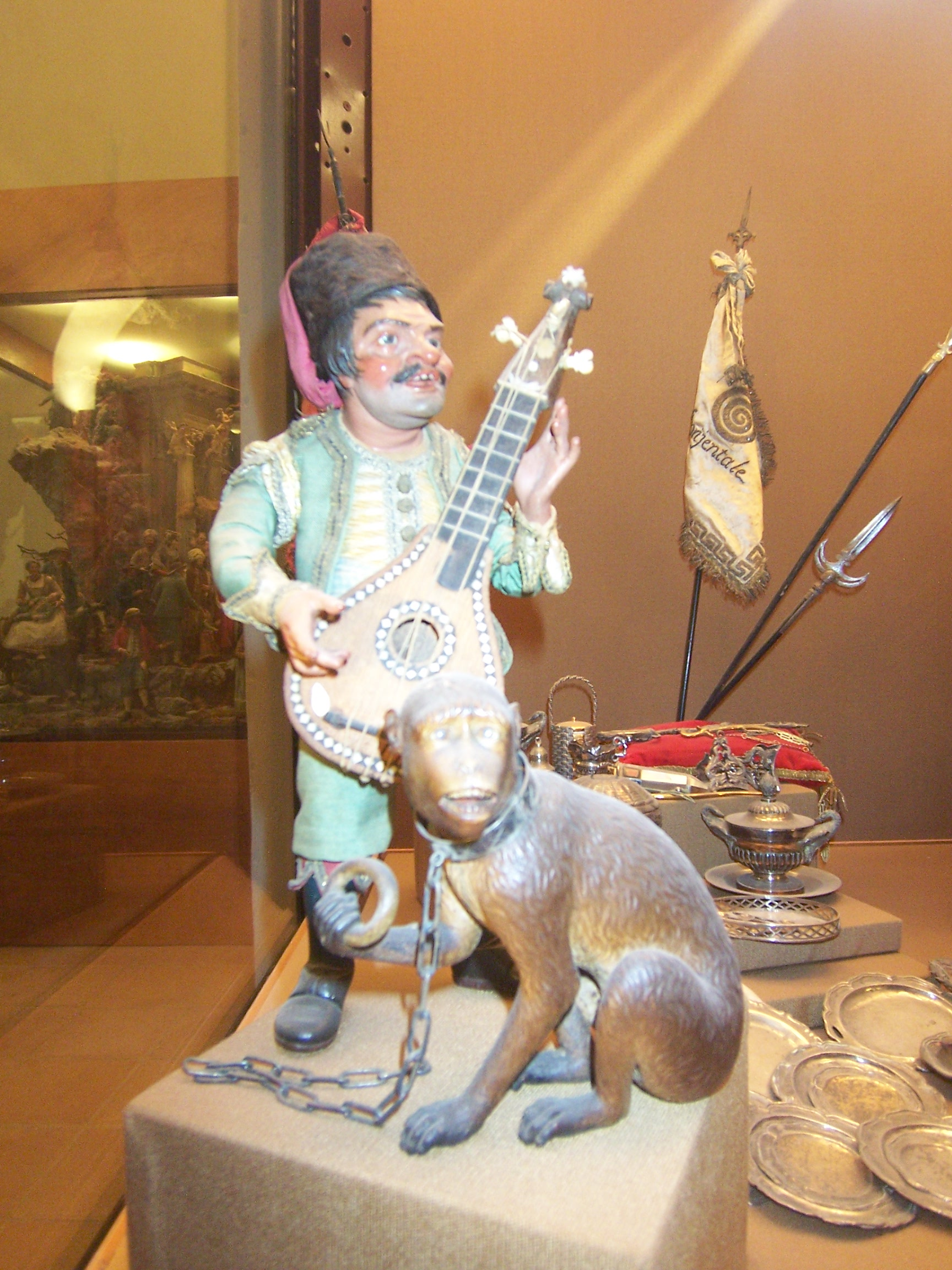
Schiavo turco con scimmia

Vi sono esposte arti decorative come maioliche, porcellane, vetri ed oggetti preziosi. Vi è inoltre esposta la collezione Orilia, comprendente porcellane di Capodimonte, Buen Retiro, Meissen, vetri, tabacchiere, ventagli ed altro, fu donata da Maria Teresa Orilia nel 1953, in ricordo del marito Marcello.

### Sezione teatrale
In essa si possono trovare quadri, stampe, disegni che si riferiscono al Teatro San Carlino; da notare inoltre è un quadretto che raffigura il Sipario del teatro S.Carlo del 1854, due magnifici plastici del teatro S.Carlino ed una bacheca con piccoli cimeli tra cui i biglietti da visita dei maggiori attori napoletani.

### Sezione Alisio
Costituisce l'ultima raccolta privata acquisita dal museo. Donata allo Stato da Giancarlo Alisio e dalle sorelle Alma e Giovanna nel 2001, questa è entrata a far parte del polo museale nel 2004, esponendo circa un centinaio (tra dipinti e acquerelli) di pitture vedutiste databili dal XVII al XIX secolo.

### Sezione delle stampe e disegni
La collezione si pone sullo stesso livello di quella del Capodimonte, esponendo circa sedicimila disegni, tra cui quelli di Luigi Vanvitelli, Giacinto Gigante, Antonio Niccolini, numerose scenografie del San Carlo, diversi ritratti di illustri napoletani e storiche stampe topografiche di Napoli.

## Orologi solari
All'interno del Complesso Museale di San Martino sono conservati tre orologi solari molto antichi, che scandivano il tempo dei certosini e favorivano le attività di preghiera contemplate dalla regola.
Nel Quarto del Priore, all'interno della biblioteca, si vede una pavimentazione del 1771 di Leonardo Chiaiese decorata in maiolica, con la rappresentazione della meridiana a camera oscura di Rocco Bovi. Questo sofisticato strumento di misurazione del tempo è composto da tre fasce in bronzo, su cui sono intagliate alcune informazioni calendariali, astronomiche e geometriche molto precise, incorniciate da lastre di marmo e riggiole. Il foro gnomonico è collocato sulla piattabanda del finestrone, e da esso entrano i raggi solari, che indicano il mezzogiorno in ogni giorno dell'anno e la cui direzione si modifica costantemente; essi costituiscono una piccola ellissi, la cui forma varia in base al periodo dell'anno: è più piccola e stretta quando c'è il solstizio estivo e più grande e lunga con il solstizio invernale. La striscia centrale inizia con una punta arrotondata e sotto la finestra della sala si trova un gradino in pietra su cui è incisa la scritta CAR, simbolo delle certose e termine che proviene da Carthusia, poi vi è la scritta PERPENDICULI PARTES DECEM MILLESIMI che concerne la scala ticonica inferiore che è stata suddivisa in cento parti uguali. La meridiana è affiancata da due rose dei venti e su di essa sono rappresentati alcuni pianeti, in ordine partendo da sud: Mercurio, Luna, Venere, Saturno, Marte, Giove; inoltre sono incise anche sette ellissi che raffigurano il sole in specifici momenti dell'anno e sulla fascia centrale si leggono delle piccole scritte che si riferiscono a località geografiche, cioè villaggi, paesi e fiumi che sono situati lungo il meridiano terrestre che attraversa la Città, infine vi sono rappresentate le costellazioni che passano per il meridiano di Napoli e un calendario ispirato a quello Gregoriano.
All'esterno dell'appartamento del priore, vicino alla scala dello gnomone, si trova un orologio solare a quadrante multiplo, si tratta di un oggetto molto particolare destinato alla misura del tempo attraverso il confronto delle ombre di due o più gnomoni, ognuno collocato in uno degli otto quadranti. È scolpito in marmo e ha forma quadrangolare, i lati sono orientati verso nord-sud ed est-ovest così che i quadranti orizzontali e verticali siano esposti a sud. L'orologio fu probabilmente realizzato nel XVII secolo poiché consente la misurazione del tempo secondo i più comuni sistemi temporali utilizzati in quel periodo. Le linee del tempo sono molto visibili grazie alla profondità dell'incisione, invece gli gnomoni sono andati completamente perduti, però si sono conservati i fori di alloggiamento, e complessivamente l'orologio versa in un cattivo stato di conservazione perché il blocco di pietra presenta numerose inflorescenze.
Nel chiostro grande, lungo la facciata est, sono collocati due quadranti di forma circolare, un orologio meccanico e un orologio solare: si tratta di un abbinamento che era molto frequente nella parte esterna di torri municipali, campanili e monasteri. Sul lato destro della facciata si trova un orologio meccanico a sei ore, con una sola lancetta a forma di chiocciola, che suggerisce le ore dalla I alla VI, e ha la funzione di indicare le ore italiche, il cui calcolo comincia al tramonto e si conteggiano ventiquattro ore fino al seguente crepuscolo. Sul lato sinistro è situato un quadrante solare verticale di cui si è conservato unicamente l'ortostilo, poiché le linee delle ore sono state cancellate dagli agenti atmosferici. La punta dello gnomone è esposta ai raggi provenienti da est, sud-est e sud quindi l'ortostilo può proiettare la sua ombra dall'alba a mezzogiorno e resta inoperoso nelle ore pomeridiane, però non è possibile decretare con sicurezza se il sistema orario fosse quello italico oppure quello ad usum campanae. L'orologio aveva l'importante scopo di aiutare i certosini nelle loro attività e controllare il simmetrico orologio a sei ore.
Questi tre orologi necessitano di essere restaurati poiché nel corso del tempo si sono notevolmente danneggiati, perciò sono oggetto di una raccolta fondi Art Bonus. La meridiana a camera oscura ha subito dei lavori di manutenzione e consolidamento che hanno causato lo spostamento del foro gnomonico che ostacola l'ingresso dei raggi solari in autunno e in inverno, alla bussola incastonata nel pavimento manca l'ago magnetico e una delle due rose dei venti presenta un'errata orientazione rispetto ai punti cardinali. L'orologio solare a quadrante multiplo non ha più gli gnomoni e la superficie è stata rovinata dalle intemperie, invece il quadrante solare verticale è stato cancellato dalla stesura di un nuovo intonaco dopo un lavoro di manutenzione, quindi le antiche linee orarie non sono più visibili.

## Alcune opere
Aniello de Aloysio
- Teatro di San Carlo (XIX secolo)

Didier Barra

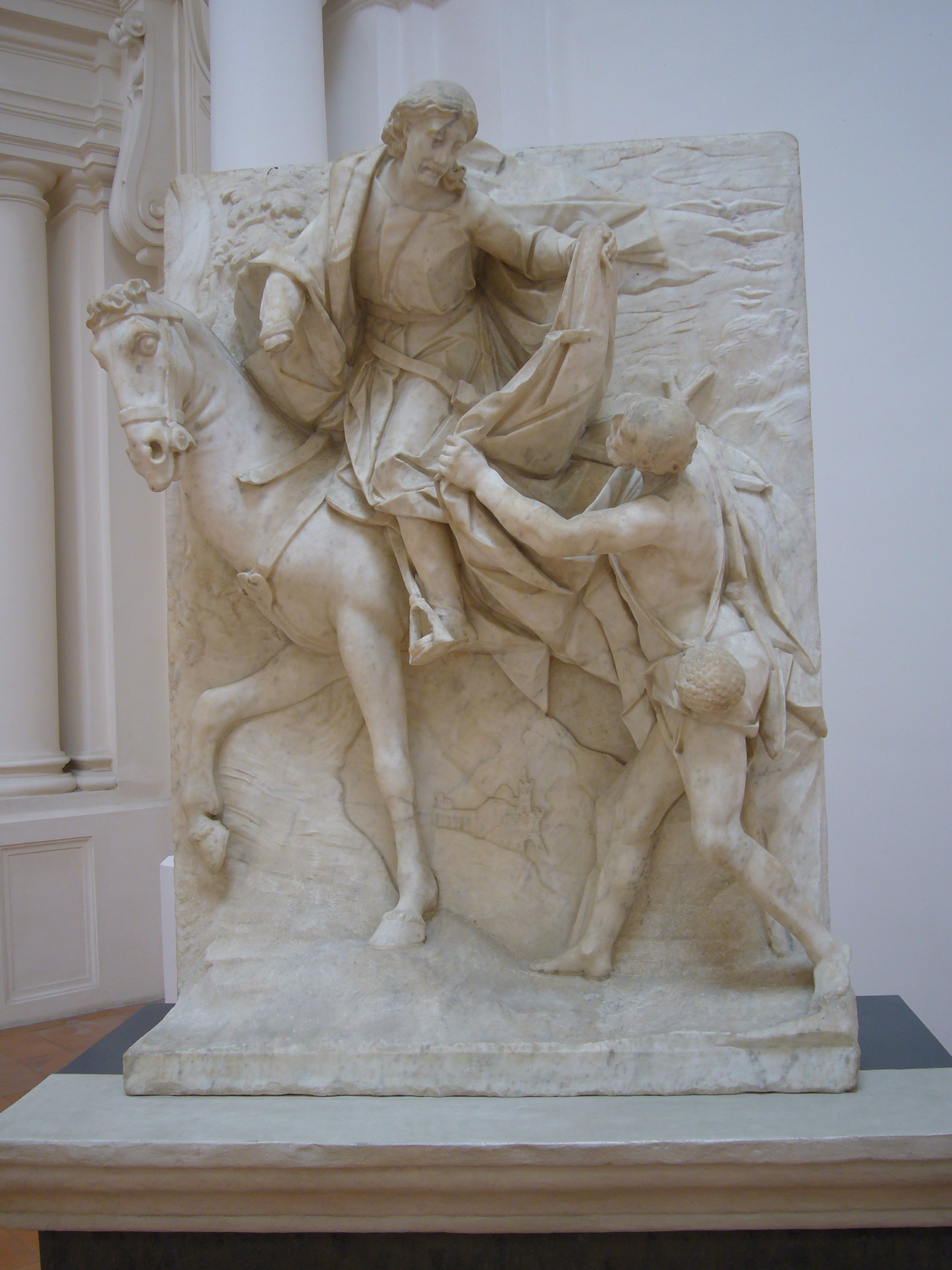
San Martino divide il mantello con il povero (Pietro Bernini)

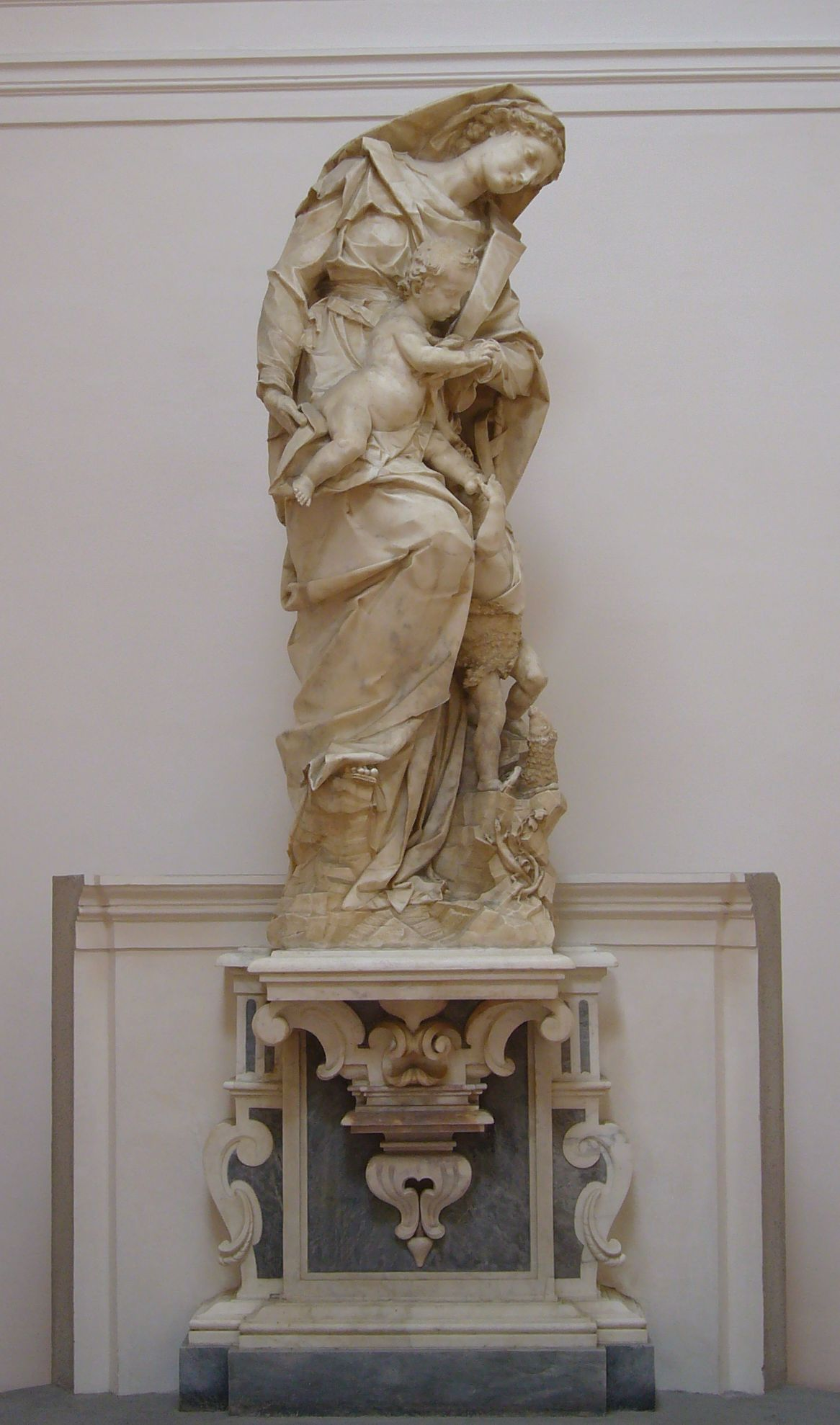
Madonna col Bambino e san Giovannino (Pietro Bernini)

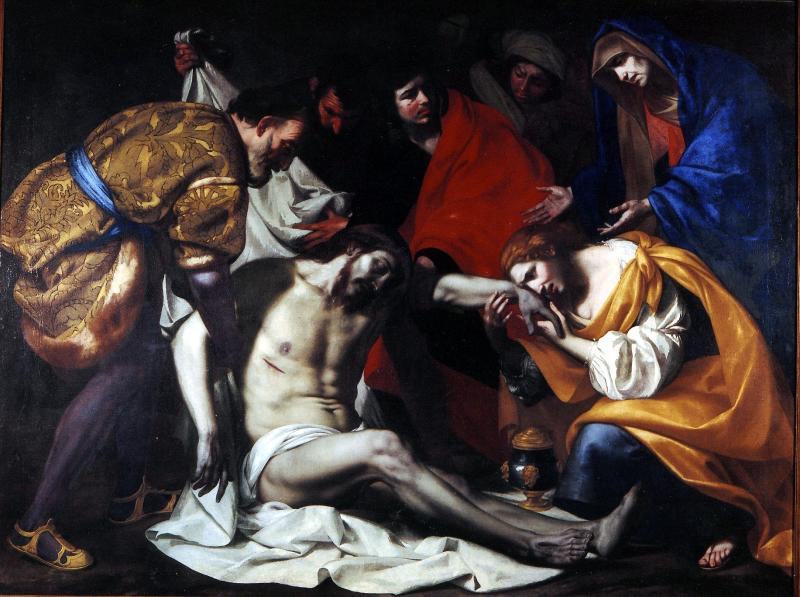
Deposizione, (Pacecco De Rosa)

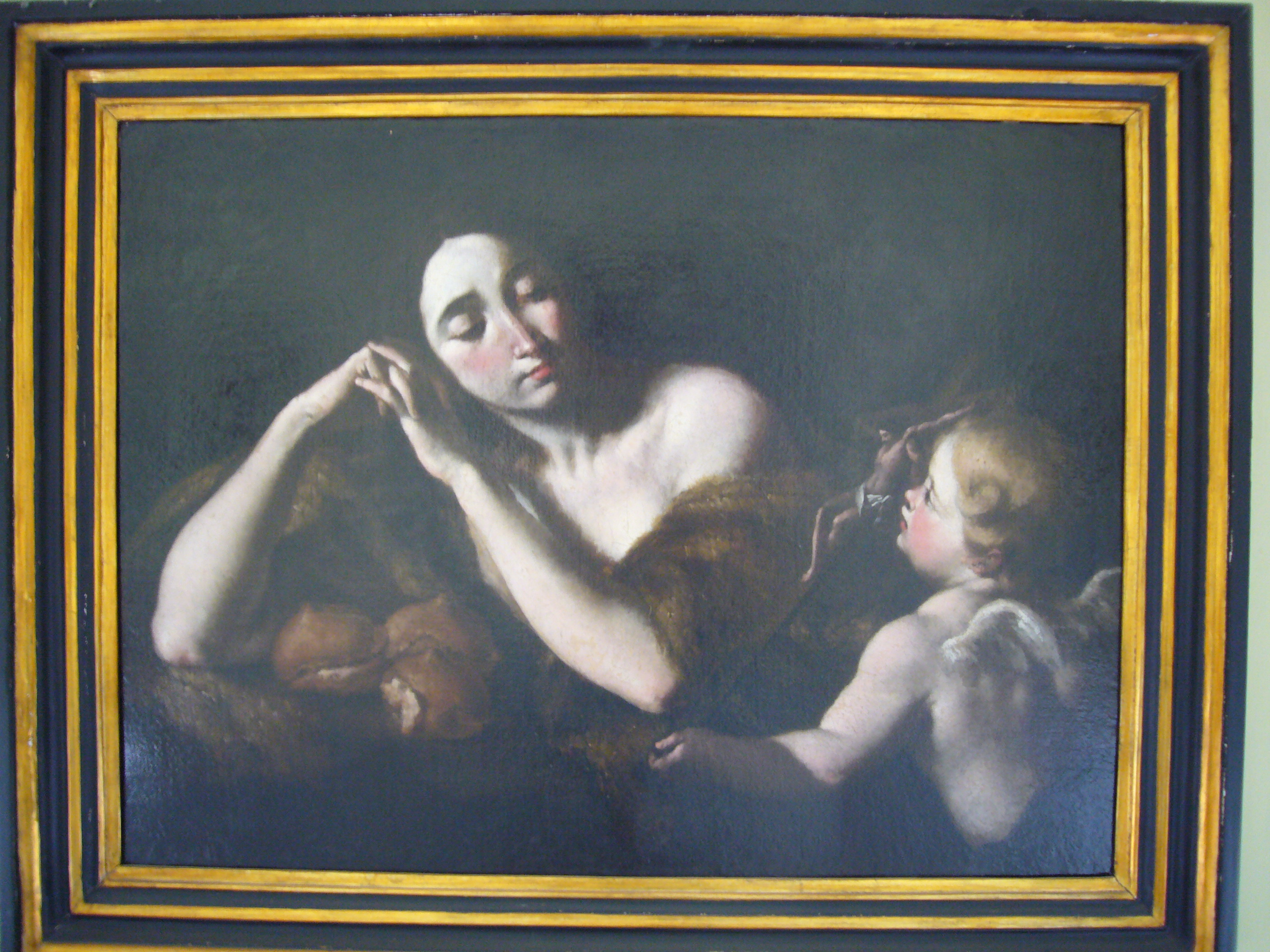
Santa Maria Egiziaca, (Cesare Fracanzano)

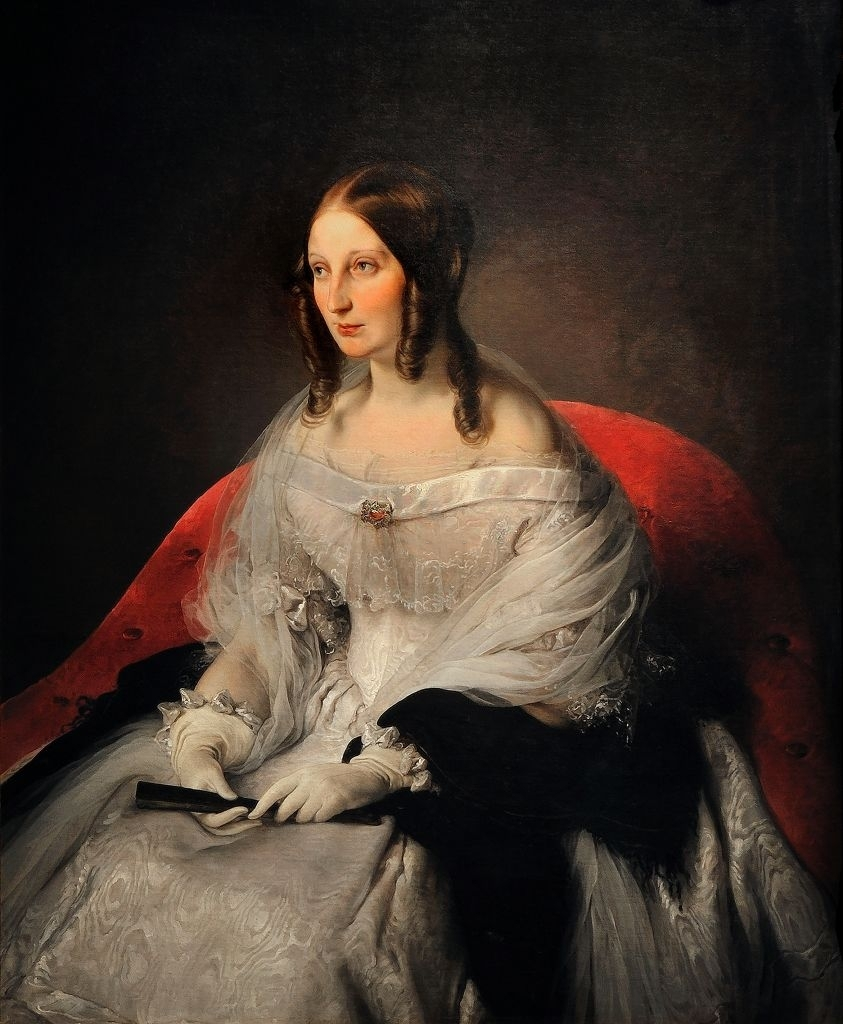
La principessa di Sant'Antimo (Francesco Hayez)

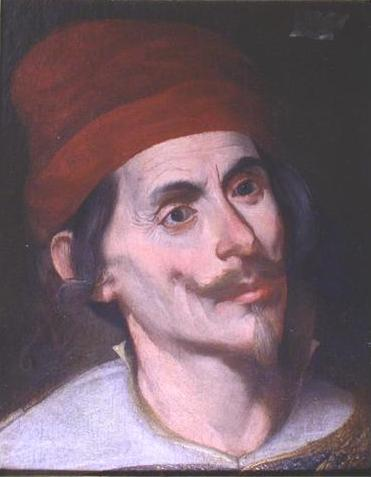
Ritratto di Masaniello (Onofrio Palumbo)

- Veduta di Napoli a volo d'uccello (1590 circa)

Pietro Bernini
- San Martino divide il mantello con il povero (1596-1598)
- Madonna col Bambino e san Giovannino (XVI secolo)

Battistello Caracciolo
- San Gennaro nell'anfiteatro
- Gesù Portacroce verso il Calvario

Gonsalvo Carelli
- Marina piccola di Capri
- Ruderi di una chiesa in una grotta (1856)
- Pozuoli (1840)
- La tomba di Jacopo Sannazaro a Mergellina
- Valle dei mulini ad Amalfi (1840 circa)

Gabriele Carelli
- Il Chiostro Grande della Certosa (1853)

Carlo Coppola
- Tribunale della Vicaria (XVII secolo, attribuito)

Eduardo Dalbono
- Da Frisio a Santa Lucia (1866)

Paolo De Matteis
- Allegoria della prosperità e delle arti nella città di Napoli (1717-1725 circa)

Pacecco De Rosa
- Deposizione (1607-1656)

Teodoro Duclère
- Veduta di Napoli da Villa Belvedere al Vomero (1863, disegno)

Augusto Emilio Fabri
- Ritratto di Eduardo Scarpetta nelle vesti di Felice Sciosciammocca (1879)

Pietro Fabris
- Tarantella sullo sfondo del golfo di Napoli (XVIII secolo)

Cosimo Fanzago
- Autoritratto (scultura a mezzorilievo)

Michele Foschini
- Ferdinando assume il trono di Napoli (1762)

Cesare Fracanzano
- Santa Maria Egiziaca

Nicolò Fumo
- San Martino divide il mantello

Carmine Gentili
- Trionfo di Bacco e Arianna (1717)

Ercole Gigante
- Porta Capuana (1855)

Giacinto Gigante
- Via dei Sepolcri a Pompei (1862, disegno)
- Giardino inglese a Caserta (1854, disegno)
- Figura di monaca entro il convento di Santa Maria Donnaregina (1865 circa, disegno)

Vincenzo Gemito
- Malatiello (1870, busto in terracotta)
- Ritratto di Raffaele Viviani (1926, busto in terracotta)

Francesco Hayez
- La principessa di Sant'Antimo

Ignoto
- Tavola Strozzi (XV secolo)

Giuseppe Ise'
- Ritratto di Francesco II di Borbone (1859)

Antonio Joli
- Largo di Castello (XVIII secolo)

Antonio Mancini
- Prevetariello (1870)

Francesco Paolo Michetti
- Pastorelli d'Abruzzo (1875 circa)

Vincenzo Migliaro
- Strettoia degli Orefici (1889)

Domenico Morelli
- Marie al Calvario (1868)

Onofrio Palumbo
Presunto ritratto di Masaniello (XVII secolo)
Giuseppe Renda
- La Giumenta

Jusepe de Ribera
- San Girolamo (1638-1651)
- San Sebastiano
- San Bruno

Giovanni Antonio Rizzi Zannoni
- Pianta della Città di Napoli (1736-1814)

Gabriele Smargiassi
- Napoli da Mergellina (1843)

Micco Spadaro
- Ritratto di Padre Don Bernardo Sedgravis
- Punizione dei ladri al tempo di Masaniello

Filippo Tagliolini
- Ercole abbraccia Deianira (scultura in porcellana)

Frans Vervloet
- La Cappella del Tesoro nella Chiesa della Certosa (1848)
- La flotta napoletana e spagnola nella rada di Gaeta (1849)

Gaspar Van Wittel
- Darsena di Napoli (1702)
- Napoli dal mare (1719)
- Grotta di Posillipo (XVIII secolo)